# Régiment d’Agénois (1692)
Das französische Régiment d’Agénois wurde 1692 als erstes von zwei Regimentern dieses Namens aufgestellt. (Das zweite Régiment d’Agénois datiert aus dem Jahre 1776 und wurde 1791 zum 16e régiment d’infanterie.)

## Aufstellung und signifikante Änderungen
- 4. Oktober 1692: Aufstellung des „Régiment d’Agénois“ unter dem Namen dieser Provinz. Es war somit ein Regiment der Krone, Regimentsinhaber war der König selbst.
- 18. Februar 1749: Auflösung. Die Grenadiere wurden in das Régiment des Grenadiers de France und der Rest in das Régiment de Berry eingegliedert.

### Regimentsfahnen
Das Regiment führte eine weiße Leibfahne und zwei Ordonnanzfahnen. Bei letzteren gibt es unterschiedliche Angaben. Es existieren zwei bildliche Darstellungen und für die dritte eine ungenaue Beschreibung aus dem Jahre 1739 (jaunes & gris de lin façonnez dans les 4 quarrez, & croix blanches). Durchaus möglich und nicht unüblich war es, dass die Fahnen mit dem Wechsel der Kommandanten ausgetauscht wurden.

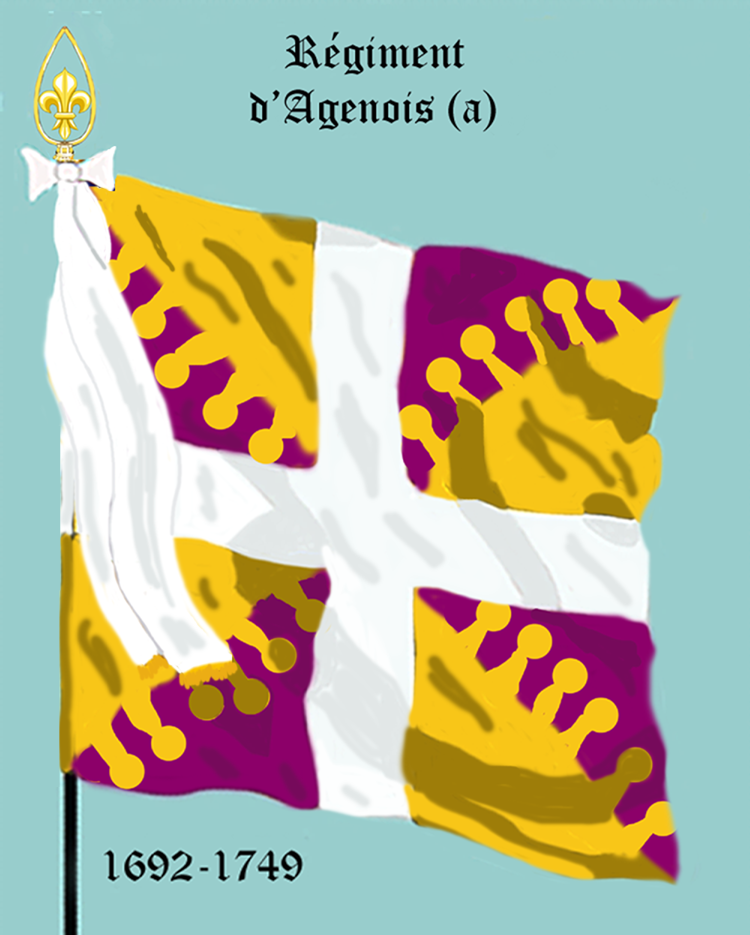
Variante a
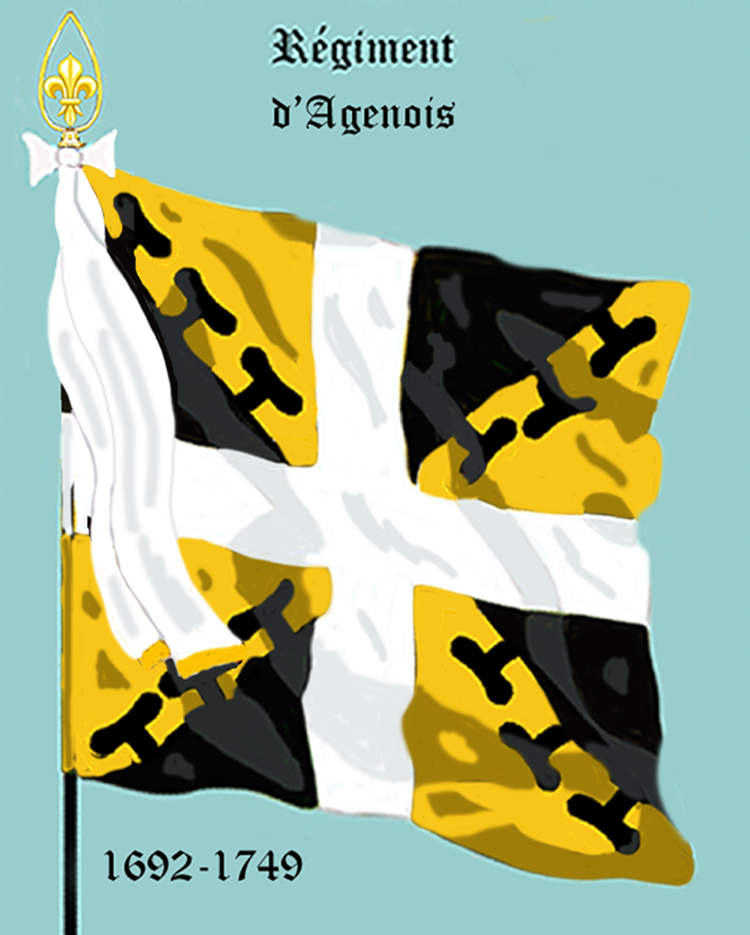
Variante b

### Uniformierung
Zuletzt trug die Einheit einen weißen Rock mit roten Aufschlägen und silbernen Knöpfen bzw. Borten am Hut. Dazu eine weiße Weste, Hose und Gamaschen.

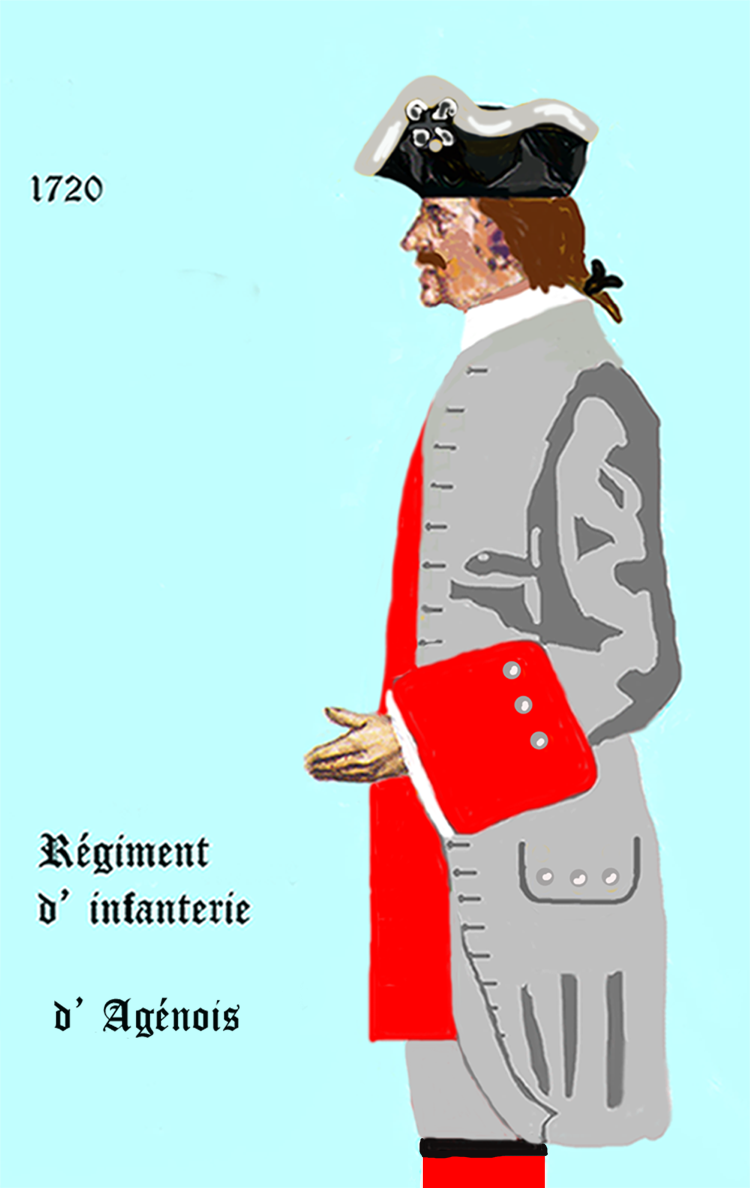
1720 bis 1734
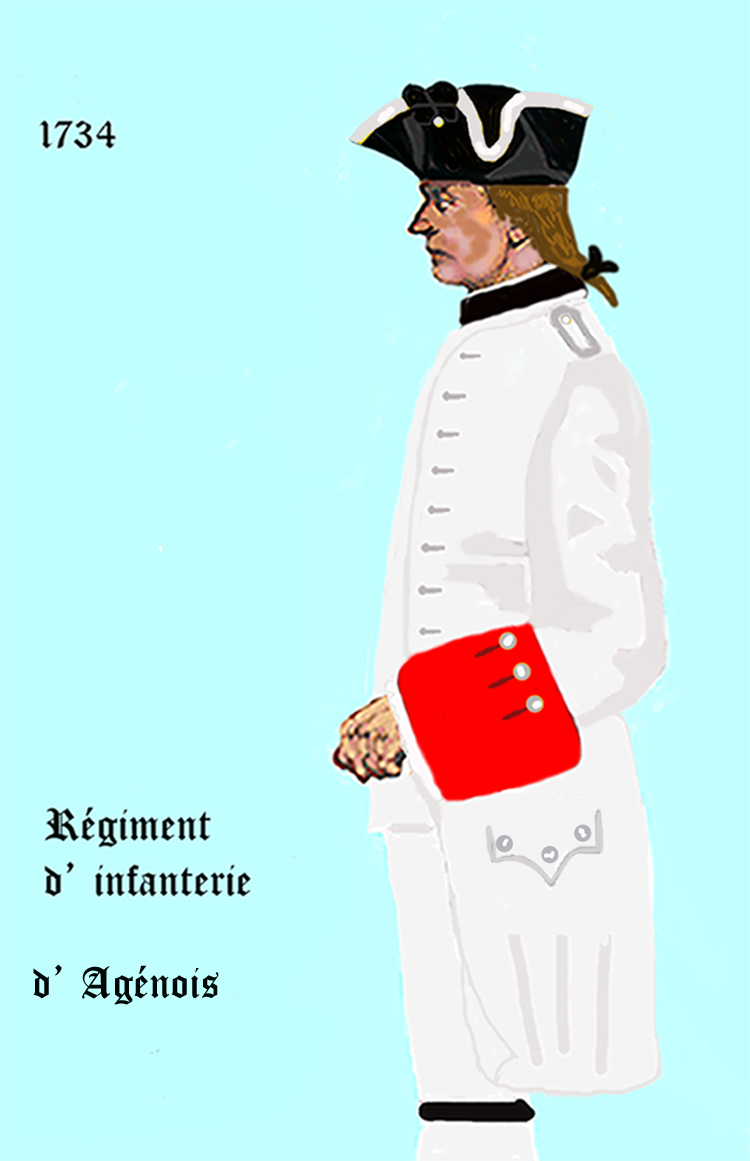
1734 bis 1749

## Mestres de camp/Colonels / Chefs de brigade
Mestre de camp war von 1569 bis 1661 und von 1730 bis 1780 die Rangbezeichnung für den Regimentsinhaber und / oder für den mit der Führung des Regiments beauftragten Offizier.
Sollte es sich bei dem Mestre de camp/Colonel um eine Person des Hochadels handeln, die an der Führung des Regiments kein Interesse hatte, so wurde das Kommando dem „Mestre de camp lieutenant“ (oder „Mestre de camp en second“) respektive dem Colonel-lieutenant oder Colonel en second überlassen.
- 4. Oktober 1692: Antoine Clériadus, comte de Choiseul-Beaupré
- 2. März 1705: Henri Louis de Choiseul, marquis de Meuse
- 30. Juli 1712: Victor de Broglie, Sohn von Victor-Maurice, comte de Broglie
- 17. Oktober 1717: Gilles de Carné, marquis de Trécesson
- 1. Februar 1719: Louis Auguste de Bourbon-Malauze, marquis de Malauze
- 1. August 1731: Armand de Bourbon, comte de Malauze (Bruder des Vorgängers)
- 13. Mai 1744: Louis François, marquis de Monteynard

## Gefechtskalender
- Pfälzischer Erbfolgekrieg

1693 bis 1694: Feldzüge in Deutschland
1695 bis 1697: Feldzüge in Flandern, Gefecht bei Ath
- Spanischer Erbfolgekrieg

1701: Feldzug in Flandern
1702: bei Nimwegen, Feldzug am Rhein, Schlacht bei Friedlingen
1703: Belagerung der Festung Kehl, Feldzug in Bayern
13. August 1704: Schlacht bei Höchstädt; das 1. Bataillon geriet in Gefangenschaft.
1706: Feldzug in Flandern, Schlacht bei Ramillies
11. Juli 1708: Schlacht bei Oudenaarde
11. September 1709: Schlacht bei Malplaquet
24. Juli 1712: Schlacht bei Denain; der Colonel wurde sehr schwer verwundet.
- Polnischer Thronfolgekrieg

1734: Feldzug am Rhein, Belagerung von Philippsburg (2. Juni bis 18. Juli)
1735: Gefecht bei Klausen
- Friedenszeit

1739–1740: Das Regiment war auf Korsika stationiert.
- Österreichischer Erbfolgekrieg

1742: Feldzug im Kurfürstentum Bayern; Kämpfe bei Braunau, Verteidigung von Deggendorf
1743: Garnison in Bitche
1744: Bis zum Friedensschluss war das Regiment in den Alpen stationiert, danach wurde es aufgelöst.